# توني بليك
توني بليك (بالإنجليزية: Tony Blake)‏ (26 فبراير 1927 في المملكة المتحدة - 31 أكتوبر 2014) هو لاعب كرة قدم بريطاني في مركزي الظهير والدفاع. لعب مع برمنغهام سيتي ونادي غيلينغهام.